# Sugpon
Sugpon è una municipalità di quinta classe delle Filippine, situata nella provincia di Ilocos Sur, nella regione di Ilocos.
Sugpon è formata da 6 baranggay:
- Balbalayang (Pob.)
- Banga
- Caoayan
- Danac
- Licungan (Cullang)
- Pangotan